# Concorde Indústria de Automóveis Especiais
Concorde Indústria de Automóveis Especiais Ltda. war ein brasilianischer Hersteller von Automobilen.

## Unternehmensgeschichte
Der Oldtimersammler João Storani aus Jundiaí gründete das Unternehmen in Vinhedo. 1976 präsentierte er sein erstes Fahrzeug auf einer Automobilausstellung. Der Markenname lautete Concorde. Der Export in die USA war geplant. 1982 endete die Produktion. Insgesamt entstanden weniger als 20 Fahrzeuge. Der hohe Kaufpreis soll eine größere Absatzzahl verhindert haben.

## Fahrzeuge
Das einzige Modell war inspiriert vom Duesenberg SJ von Duesenberg. Das Fahrgestell vom Ford Galaxie bildete die Basis. Ein V8-Motor von Ford trieb die Fahrzeuge an. Die Karosserie des Cabriolets bestand aus Fiberglas.
1981 wurde eine viersitzige Ausführung präsentiert.